# Illex argentinus
Illex argentinus is een pijlinktvis uit de familie Ommastrephidae. Hij komt voor in het zuidwesten van de Atlantische Oceaan, op diepten van 0-800 meter, maar wordt meestal aangetroffen tussen de 50-200 meter. De soort kan een mantellengte bereiken van 33 cm.